# Ecnomus auryn
Ecnomus auryn là một loài Trichoptera trong họ Ecnomidae. Chúng phân bố ở miền Cổ bắc.